# Никольское (Рамешковский район)
Нико́льское (карел. Mikol’skoi) — село в Рамешковском районе Тверской области. По данным переписи 2002 года население — 221 житель. Административный центр сельского поселения Никольское, образованного в 2005 году.

## География
Расположенo в 16 километрах к юго-западу от районного центра Рамешки, на автодороге «Рамешки—Замытье—Вырец», на правом берегу реки Медведицы, там, где в неё впадает река Тресна.

## История
Селение Никольское (а также Тучево (Стучево) и Шеломец) упомянуты в писцовой книге Бежецкой пятины 1545 года. В середине XVI века сюда переселились карелы. С образованием Тверской губернии Никольское входило в Бежецкий уезд. В 1887 г. в селе Никольское-Тучевское Замытской волости Никольского прихода Бежецкого уезда жили бывшие помещичьи крестьяне, 54 двора, 290 человек, карелы и русские.
- В 1821 г. построена каменная Богоявленская церковь.
- В 1860 г. выступление крепостных крестьян против жестокого обращения подавлено войсками.
- В 1918 г. создан Карельский сельский совет.
- В 1929 г. организована сельхозартель «Карельский труд». Никольское вошло в образованный Рамешковский район.
- В 1934 г. в селе 65 дворов (416 жителей), в колхозе — 30 дворов, единоличных — 35.
- В 1939 г. Никольское стало центром Тучевского сельсовета.
- В 1941-45 гг. на войне погибли 29 жителей села.
- В 1949 г. колхоз укрупнился, и стал называться «Заветы Ильича».
- В 1965 г. колхоз преобразован в совхоз «Тучевский».
- В 1996 г. совхоз ликвидирован. В селе 102 хозяйства, 264 жителя.

## Население
| 1859 | 1936 | 1989 | 2002 | 2008 | 2010 |
| ---- | ---- | ---- | ---- | ---- | ---- |
| 233  | ↗416 | ↘211 | ↗256 | ↘253 | ↘240 |

## Инфраструктура
В селе работают почта, школа, клуб, библиотека с музеем, детсад, медпункт, магазин райпо и 2 частных магазина. Имеются артезианская скважина и водоснабжение через водонапорную башню, несколько колодцев, два пруда.

## Русская Православная церковь
В селе расположена действующая Церковь Богоявления Господня (1821)